# Cuncumén (Salamanca)
Cuncumén es una localidad de Chile. Se ubica en la comuna de Salamanca, Provincia de Choapa, Región de Coquimbo, al interior del Valle de Choapa, junto al río del mismo nombre.
Se trata de una localidad que basa su economía, principalmente, en la agricultura y ganadería caprina.
En 2007, la Dirección General de Aguas y el Servicio Agrícola y Ganadero de Chile presentaron acusaciones contra la Minera Los Pelambres (ubicada en las inmediaciones de Concumén) ante la Comisión Regional de Medio Ambiente por contaminación de las aguas, motivo por el cual, durante el año 2011, esta localidad se dio a conocer.
Además, el lugar cuenta con la Escuela Básica Gisela Gamboa Salinas, donde el año 2013 la Minera Los Pelambres apoyó, mediante el Programa Niño, Educación y Minería, las Olimpiadas Deportivas Escolares.
Próxima a esta localidad, se encuentra el Aeródromo Los Pelambres, que permite la conectividad aérea de la empresa minera y de la comunidad.